# Pozuelo Oeste
Pozuelo Oeste è una stazione della linea ML2 della rete tranviaria di Madrid.
Si trova presso la Carretera de Carabanchel a Pozuelo nel comune di Pozuelo de Alarcón.

## Storia
È stata inaugurata il 27 luglio 2007 insieme al primo tratto della linea.